# Thạnh Tây
Thạnh Tây là một xã thuộc huyện Tân Biên, tỉnh Tây Ninh, Việt Nam.

## Địa lý
Xã Thạnh Tây nằm ở phía huyện Tân Biên, có vị trí địa lý:
- Phía đông giáp xã Thạnh Bình
- Phía tây giáp xã Hòa Hiệp
- Phía nam giáp xã Tân Phong
- Phía bắc giáp xã Tân Lập và xã Tân Bình.
- Thị trấn Tân Biên nằm trọn trong lòng xã.

Xã Thạnh Tây có diện tích 57,49 km², dân số năm 2019 là 11.700 người, mật độ dân số đạt 204 người/km².

## Hành chính
Xã Thạnh Tây được chia thành 5 ấp: Thạnh Nam, Thạnh Sơn, Thạnh Tân, Thạnh Tây, Thạnh Trung.

## Lịch sử
Ngày 22 tháng 9 năm 1992, thành lập thị trấn Tân Biên trên cơ sở tách một phần từ xã Thạnh Tây.